# Brundby Stubmølle
Brundby Stubmølle (tidligere Kolhøj Mølle) er en fredet stubmølle i Brundby, sydøst for Tranebjerg på Samsø. Den er fra  begyndelsen at 1600-tallet og omtrent samtidig med Bechs Stubmølle ved Svaneke. 
Møllen blev oprindelig opført på øen Endelave mellem Samsø og Jylland. 1683 blev møllen − som da var i dårlig stand − solgt og flyttet til Samsø, hvor den 1817 fik sin nuværende placering på Kolhøj. 
Driften af møllen ophørte i 1939, hvor institutionen "Kolhøj Stubmølle" tog over, og i 1961 blev den fredet, hvorefter en restaurering begyndte med ingeniør Anders Jespersen, Nationalmuseet som leder. 12. november 1983 blev den overdraget til "Brundby Stubmølles Ejerlav".
Møllen har en firkantet møllekrop med lodrette brædder, saddeltaget er tækket med strå.